# Jiráskovská akce
Jiráskovská akce byla akce vyhlášená na popud ministra kultury Zdeňka Nejedlého prezidentem Klementem Gottwaldem 10. listopadu 1948.
Cílem akce bylo založení Muzea Aloise Jiráska a masové rozšíření literárního díla spisovatele Aloise Jiráska v letohrádku Hvězda a masové vydání spisovatelova díla. Na prezidentův příkaz byl letohrádek (ve správě Kanceláře prezidenta republiky) pro muzeum uvolněn.

## Průběh
V rámci akce byla vydána hlavní díla Aloise Jiráska ve velkém nákladu za nízkou cenu (Odkaz národu, 1951-1958, 32 svazků). Jiráskovy knihy však byly redakčně upravovány na místech, kde se text dotýkal osídlení již odsunutých Němců. Svazky doplňoval doslovem sám Zdeněk Nejedlý. Ve stejném období bylo také natočeno několik filmů na motivy Jiráskových děl. Dne 12. března 1951 byl letohrádek Hvězda předán Muzeu Aloise Jiráska, slavnostní otevření se konalo 2. září téhož roku. Muzeum zde sídlilo až do začátku rozsáhlé rekonstrukce v roce 1996.
Probíhaly paralelní aktivity jako instalace Jiráskových bust či dalších muzeí a natáčení filmů dle Jiráskových románů.
Úvodním mottem, které obsahovalo každé vydané dílo, byl přípis Klementa Gottwalda:
Hlásíme se k Jiráskovi, a je nám blízký – bližší než staré společnosti kapitalistické – že ve svém díle mistrně vystihl, které to naše tradice vedou vpřed, k svobodě a k rozkvětu národa. Jeho dílo nás učí tedy správnému pohledu na naši minulost, posiluje naše národní sebevědomí a plní nás dějinným optimismem a vírou v tvořivé síly lidu.
Klement Gottwald.